# Алачуа (округ)
Шаблон:StateAbbr_ 29°41′00″ пн. ш. 82°22′00″ зх. д. / 29.683333333333° пн. ш. 82.366666666667° зх. д.
Алачу́а (англ. Alachua County) — округ у північному центрі штату Флорида. Центр — місто Гейнсвілл.
Площа округу становить 2264 км².
Округ виділено з округу Сент-Джонс в 1824 році.
Населення округу — 247 336 осіб (2010; 243 574 в 2009).

## Історія
Округ утворений 1800 року.

## Демографія
За даними перепису 2000 року загальне населення округу становило 217955 осіб, зокрема міського населення було 162514, а сільського — 55441. Серед мешканців округу чоловіків було 106405, а жінок — 111550. В окрузі було 87509 домогосподарств, 47819 родин, які мешкали в 95113 будинках. Середній розмір родини становив 2,94.
Віковий розподіл населення поданий у таблиці:
| Стать    | До 15 років | 15-21 | 22-29 | 30-39 | 40-49 | 50-65 | 65-85 | Понад 85 |
| -------- | ----------- | ----- | ----- | ----- | ----- | ----- | ----- | -------- |
| Чоловіки | 18500       | 19315 | 18828 | 14011 | 13780 | 13376 | 7883  | 712      |
| Жінки    | 17687       | 21463 | 16410 | 14044 | 15221 | 14402 | 10535 | 1788     |

## Суміжні округи
- Бредфорд — північ
- Юніон — північ
- Клей — північний схід
- Патнем — схід
- Меріон — південний схід
- Леві — південний захід
- Гілкріст — захід
- Колумбія — північний захід

## Галерея

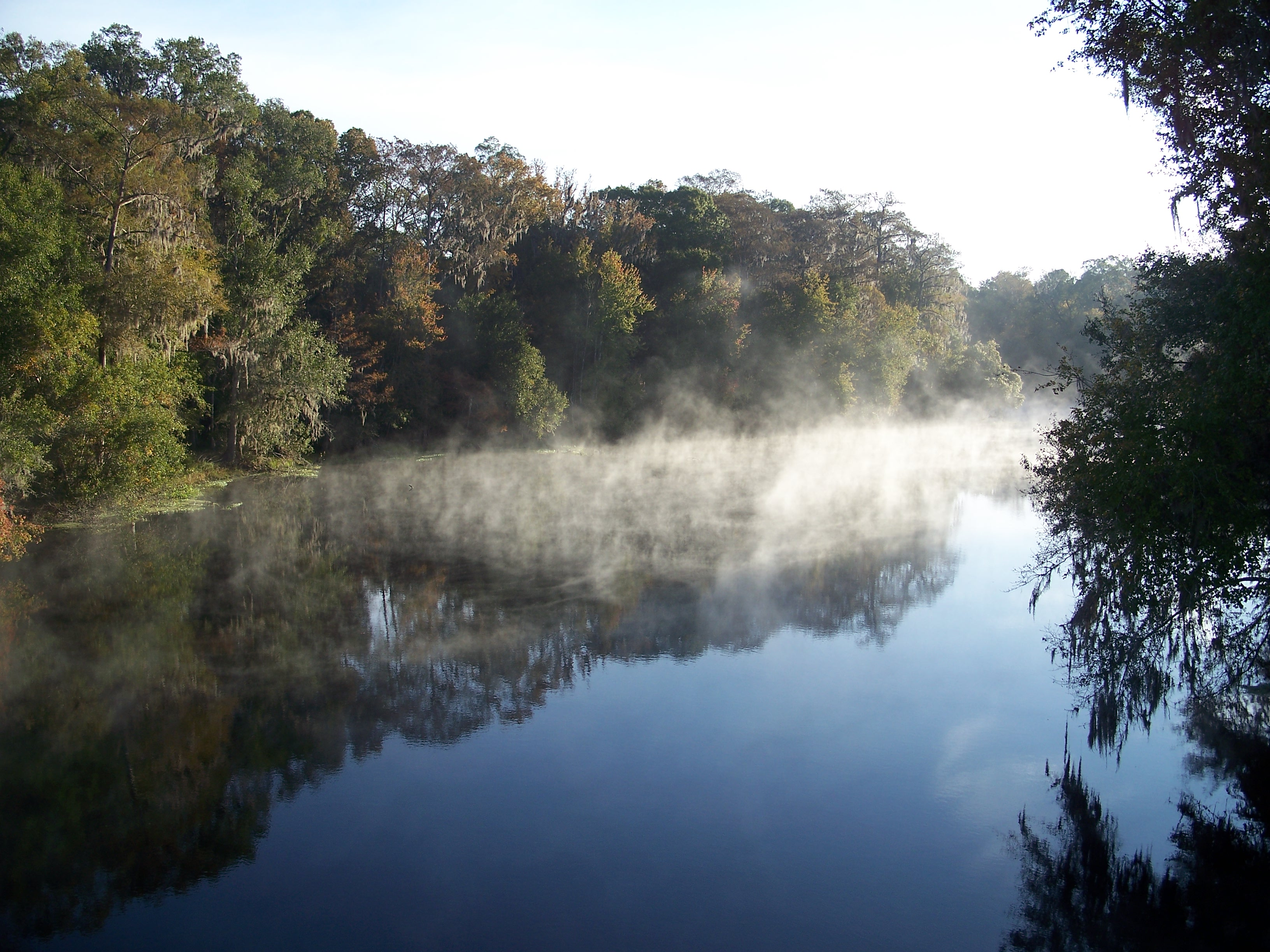
Річка Санта-Фе[en]
Церква в Гай-Спрінгс
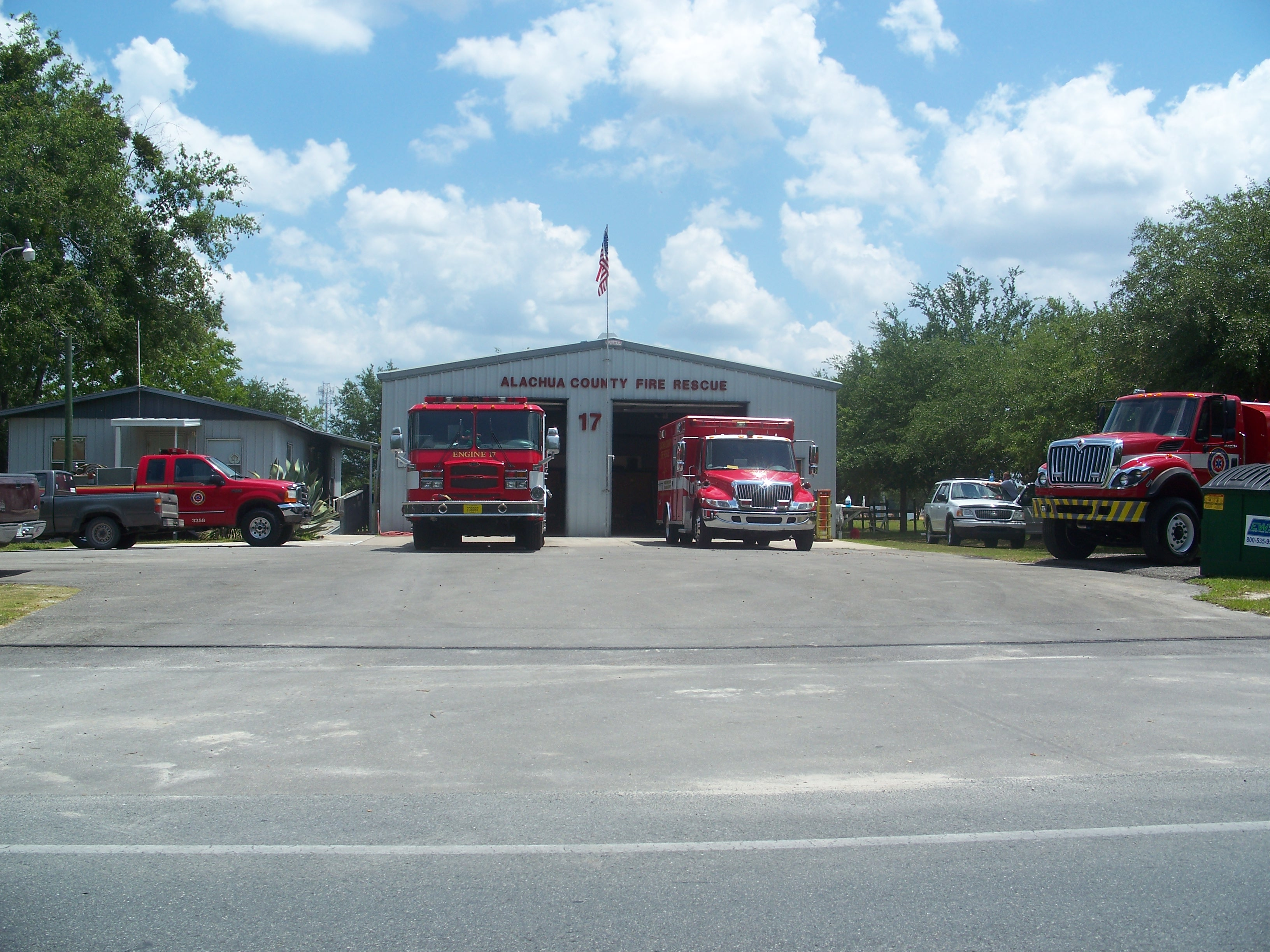
Окружне пожежне депо в Джонсвіллі